# بعلة جبيل
 
بعلة جبيل أو بعلت جبل (بالفينيقية 𐤁𐤏𐤋𐤕 𐤂𐤁𐤋  ، والمعروفة أيضًا بالأكادية : d NIN ša uru Gub-la  بإلتو شا جوبلا)، حرفيًا "سيدة جبيل "،  هي الإلهة الحامية لمدينة جبيل. وفي حين اُفترض في الماضي أن اسمها مجرد لقب، يفترض الباحثون حاليًا أنه اسم خاص، يهدف إلى تسليط الضوء على ارتباطها الوثيق بمدينة حبيل. طابقها المصريون القدماء مع حتحور وربما لاحقًا مع إيزيس، بينما طابقها الإغريق القدماءمع أفروديت . ويشير إليها فيلو الجبيلي باسم "ديون". كانت الإلهة الرئيسية في مجمع الآلهة (البانثيون) المحلي في جبيل، وكان هناك معبد مخصص لها يقع في وسط المدينة، بقي قيد الاستخدام من الألفية الثالثة قبل الميلاد حتى العصر الروماني. كانت موضع تبجيل من قبل ملوك جبيل ، ورد ذكرها مرارًا في الرسائل التي أرسلها ريب-عدي كجزء من مراسلات تل العمارنة . هناك أيضًا أدلة على أنها قُدست من قبل المصريين، سواء في جبيل أو في مصر . وورد ذكرها في عدد من النصوص الأدبية، بما في ذلك ما يسمى برسالة هوري ، وكتابات فيلو الجبيلي ، وكتاب لوقيان عن الإلهة السورية (باليونانية Περὶ τῆς Συρίης Θεοῦ).

## الاسم والهوية
يمكن ترجمة الاسم الفينيقي بعلت جبل إلى "سيدة جبيل ".  وهناك ترجمة أكادية مباشرة، d NIN ša uru Gub-la ، تُقرأ بإلتو شا جوبلا ، في رسائل العمارنة .  كما وثقت متغيرات مختصرة d NIN- nu ( "سيدتنا") و d NIN.  ويهدف الاسم إلى تسليط الضوء على ارتباطها بالمدينة.  وقد اُقترح أن هناك إلهًا ذكرًا يحمل اسمًا مشابهًا، وهو "سيد جبيل"، ويمكن تحديده من خلال الصيغة AN.DA.MU.  لكن هذا الاقتراح غير مقبول على نطاق واسع. ويقترح ناداف نعمان بدلاً من ذلك تفسير AN.DA. MU على أنه "لقب شرف" لبعلة جبيل نفسها، "الإلهة الحية". 
في الماضي، حاول الباحثون في كثير من الأحيان إثبات أن "بعلت جبل" ينبغي فهمها باعتبارها لقبًا وليس اسمًا علمًا.  تم تحديدها بشكل مختلف على أنها شكل محلي من أشكال عشيرة ، وقيل إنها إلهة حماية مناسبة لمدينة ساحلية بسبب مخاطبتها باسم "سيدة البحر" في أوغاريت ، وعناة (كما اقترح إدوارد ليبينسكي ) وخاصة عشتروت عمومًا.  وجادل فرانك مور كروس أن بعلة جبل ربما كانت متطابقة مع قدش، الذي حدده كاسم بديل لعشيرة (إيلت) وفقًا له المستخدم في أوغاريت ومصر .  ومع ذلك، زعمت كريستيان زيفي كوش Christiane Zivie-Coche أن قدش هي اختراع مصري، وليس لها أسلاف في الشرق الأدنى القديم .  كما يعتبرها إيزاك كورنيليوس Izak Cornelius كذلك إلهة منفصلة،  ويرفض الارتباط بين بعلة جبل وعشيرة، مشيرًا إلى أن الارتباط بعشتار أكثر ترجيحًا.  تقتصر الأدلة على المطابقة المفترضة لبعلت جبل مع عشتروت على ثلاثة نقوش متأخرة غير معروفة المصدر؛ في أحدها، وهو ثنائي اللغة، تظهر عشتروت باللغة اليونانية وبعلت جبل باللغة الفينيقية، مما يشير إلى أن الأولى كانت بمثابة تفسير يوناني للأخيرة، بينما في النقوش الأخرى، يتم التعامل مع عشتروت باعتبارها إلهة جبيل، على الرغم من لقب ربت جبل بدلاً من بعلت جبل.  و على العكس من ذلك يأتي الدليل المباشر من كتاب فيلون من جبيل " التاريخ الفينيقي "، إذ يرد أن عشتروت وبعلتس (بعلت جبل) هما إلهتان منفصلتان، تم تصويرهما كأخوات، والأخيرة فقط مرتبطة بجبيل. 
بسبب الاتصالات بين جبيل ومصر ، جرت المطابقة بين بعلة جبل وحتحور .   إذ أشار المصريون إلى الإلهة الأخيرة باسم "سيدة جبيل" (nbt kpn) ، وهو انعكاس لاسم بعلة جبيل.  ويمكن أيضًا أن يُشار إليها باسم "سيدة دندرة التي تسكن في جبيل".  أقدم الأدلة على الارتباط بين هاتين الإلهتين نجده في نصوص التوابيت .  في المقطع ذي الصلة ، يتم مخاطبة حتحور على أنها "سيدة جبيل" بينما يتم استدعاؤها كحامية لركاب السفينة الشمسية.  نجد أوجه تشابه بين هذا الارتباط في حالات ربط الإلهة المصرية حتحور بمناطق بعيدة أخرى مختلفة، بما في ذلك سيناء ، وبنط ، ووادي الهودي ، وجبل العصر.  من المحتمل أن يكون لهذه الظاهرة بعد أيديولوجي، فجعل الإلهة الأجنبية على أنها حتحور مكّن من تقديم المدفوعات إلى المعابد المحلية في مناطق مثل جبيل وبونت، والتي ربما دُفعت للحصول على سلع محلية، كتقدمة تقوى لإله مصري.  ففي نص من عهد تحتمس الثالث ، يعدّ مينموس (المشرف على الأشغال) معبد "حتحور ، سيدة جبيل" من بين معابد الآلهة المصرية ، ومن المحتمل أن يكون الارتباط قد تعزز من خلال المشاركة المصرية في مشاريع البناء المحلية.  إلا أنه لا توجد إشارات إلى الصلة بين بعلة جبل وحتحور بعد المملكة الحديثة ، وذلك بسبب قلة الاتصال مع جبيل وبسبب استبدال حتحور جزئيًا بإيزيس في الديانة المصرية .  كما جرت مطابقة جزئية بين هاتين الإلهتين المصريتين مع بعضهما البعض، وهناك أدلة على أن بعلة جبل ربما جرت مطابقتها مع إيزيس كذلك، كما في نقش على تمثال أوسركون الثاني الموجود في جبيل، والذي يذكر إيزيس، والإشارة إلى وجود صلة بين إيزيس ومدينة جبيل في كتاب بلوتارخ عن إيزيس وأوزوريس .  ويشير مروان كيلاني إلى أن سكان جبيل ربما حاولوا التكيف مع التغييرات التي حدثت في ديانة مصر من خلال مطابقة إلهتهم بإيزيس.  تُظهر صور بعلة جبيل في العصر الأخميني تشابهًا مع صور "حتحور إيزيس" في مصر، ما قد يشير إلى أنها كانت مرتبطة بشكل خاص بالشكل المختلط لهاتين الإلهتين.  وكانت تُصوّر وهي تحمل صولجانًا مصريًا وترتدي تاجًا مقرنًا مزينًا بقرص الشمس. 
كما يبدو أن المؤلفين اليونانيين اعتبروا بعلة جبل بمثابة نظير لأفروديت .  إلا أن فيلو الجبيلي يساويها بديوني. 

## العبادة

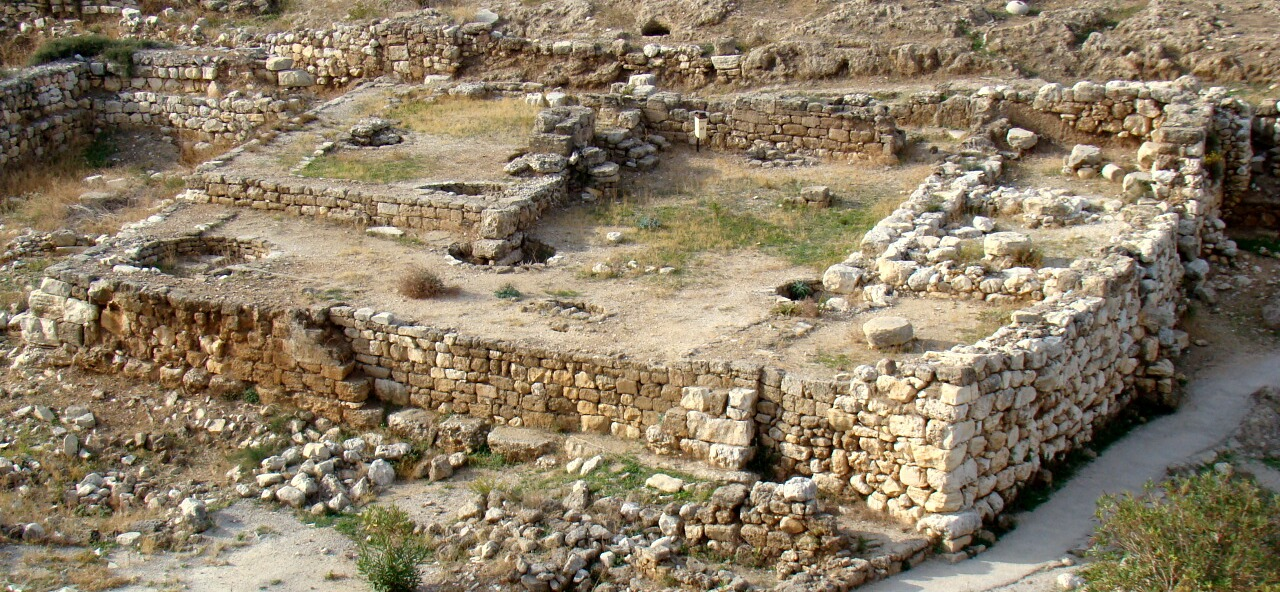
أساسات الغرف الداخلية لمعبد بعلة جبيل في جبيل.

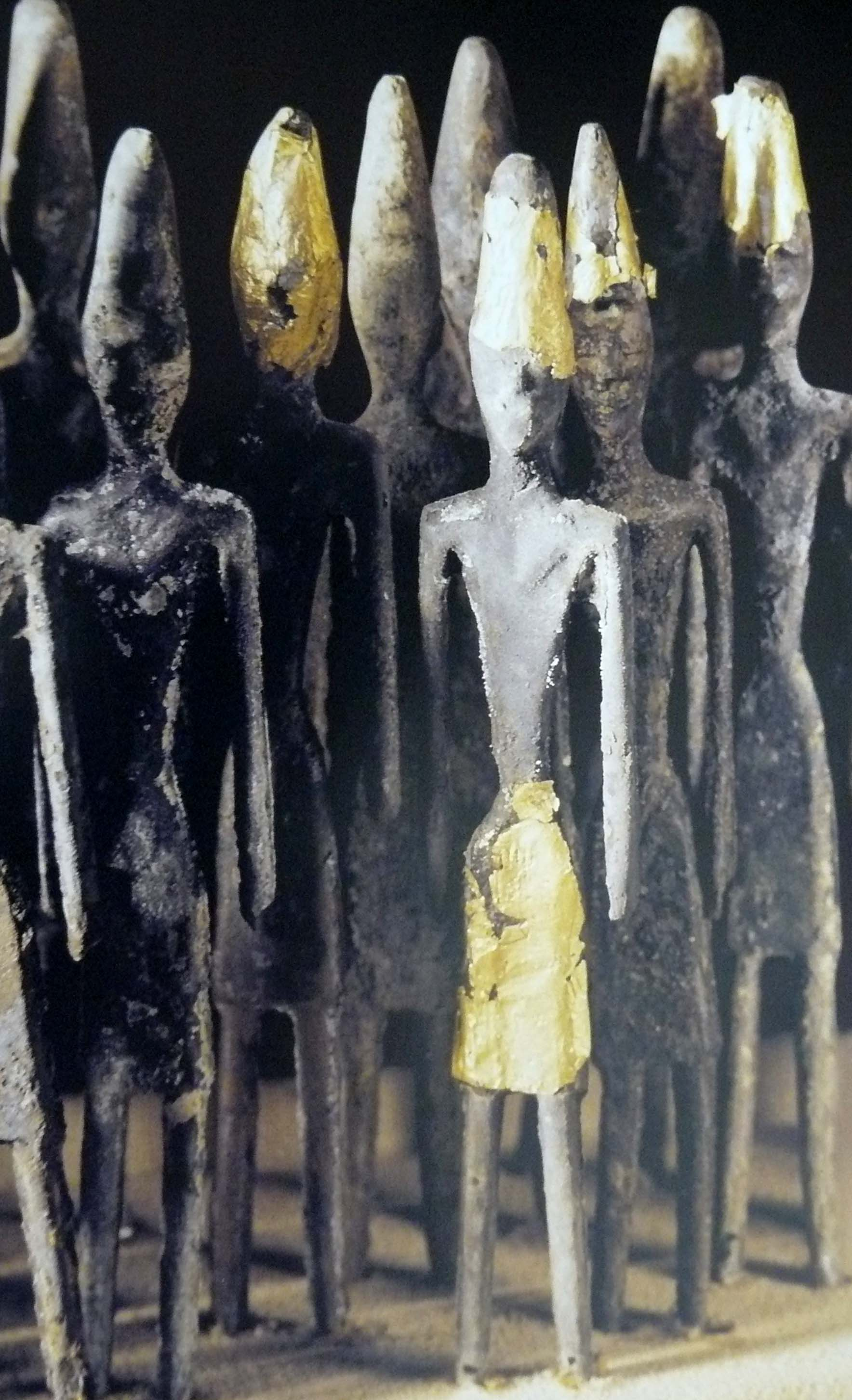
التماثيل التي وجدت في معبد بعلة جبيل.

كانت بعلة جبيل هي الإلة الرئيسية في البانثيون المحلي لمدينة جبيل ،   وقد وُصفت بأنها "الشخصية الأكثر تكرارًا في تاريخ المدينة".  كانت مرتبطة بالتجارة.  وكان لها معبد مخصص في وسط المدينة.   وبقي قيد الاستخدام دون انقطاع منذ الألفية الثالثة ق.م وحتى العصر الروماني .   وكان أكبر مقام في جبيل.  نظرًا لأنه من غير المرجح أن يكون لبعلة جبيل أكثر من معبد واحد في المدينة، فإن "معبد المسلة" الذي اكتشف كذلك في أثناء الحفريات ربما كان مخصصًا لشخصية إلهية مذكرة مرتبطة بعلة جبيل.  من بين المكتشفات في المعبد عدد من التماثيل المصنوعة من الصفائح المعدنية.  معظمها تشكل تمثيلات لذكور، إما مرتدين قبعات مخروطية أو بدونها،  في حين أن واحد فقط قد يكون تصويرًا لأنوبيس يحمل صولجان واس .  ومن المفترض عمومًا أن التماثيل كانت تُنتج محليًا،  على الرغم من اقتراح أنها استوردت من مصر بين عامي 2050 و1800 قبل الميلاد تقريبًا بسبب أوجه التشابه الأسلوبية مع أشياء مماثلة من مقبرة منتوحتب الثاني الواقعة في الدير البحري . 
قدسملوك جبيل بعلة جبيل ربما في وقت مبكر من العصر البرونزي المبكر،  رغم عدم تحديد حكام فرديين في مصادر من تلك الفترة.  أنهى ريب ادي ، الذي حكم خلال الفترة الموثقة في رسائل تل العمارنة ، معظم الرسائل التي أرسلها إلى ملك مصر برغبة في أن تحمي بعلة جبيل الملك المصري.  وتظهر صيغ مماثلة في رسائله إلى مسؤولين مصريين آخرين.  إذ تم تحديد ما مجموعه سبعة وعشرين موضع.  إل أن هذه العادة لا مثيل لها في بقية المراسلات التي تنتمي إلى مجموعة النصوص هذه.  في حين كانت التمنيات بالخير والرفاهية للمتلقي هي الشائعة، ولم يستدع أي حاكم محلي آخر إلهه المحلي ليبارك الملك المصري.  وعلاوة على ذلك، في حالة واحدة قدم ريب ادي بعلة جبيل باعتبارها واحدة من الآلهة التي يدين لها ملك مصر بمنصبه، وهو ما لم يثبت بشكل مماثل بالنسبة لحكام الكيانات السياسية المشرقية .  وليس من المعروف ما إذا كان قد استخدم صيغًا مماثلة في الرسائل الموجهة إلى أشخاص من خارج مصر، إذ لم تصل إلينا مثل هذه النصوص.  في معظم الحالات ، يستدعي بعلة جبيل فحسب ، على الرغم من أنها في حالات قليلة تقترن بالإله المصري آمون ، الذي يرد قبلها في كل تلك الحالات. 
يذكر ريب آدي في إحدى الرسائل أوماخنو، "خادمة" بعلة جبيل، التي يُفترض أنها كاهنتها.  ويبدو أنها قد حاولت أن تلعب دورًا في العلاقات الخارجية للمدينة، ما لا نجد له مثيلًا في حالات أي من الشخصيات الدينية الأخرى الواردة في رسائل تل العمارنة.  وقد تقبل الملك ريب آدي هذا الوضع، وحاول أن يلعب دور الوسيط بين الكاهنة المفترضة وملك مصر الذي أرادت التواصل معه.  ويلاحظ مروان كيلاني أنه على النقيض من المصادر من مصر وبلاد ما بين النهرين، فإن الإشارات إلى الكهنة الإناث نادرة في نصوص المناطق الناطقة بالسامية الغربية في العصر البرونزي، ويشير إلى أن حقيقة أن إله الحماية في جبيل كان إلهة وليس إلها قد يكون السبب وراء الأهمية النسبية لأوماخنو. 
أشار العديد من ملوك جبيل في الألفية الأولى قبل الميلاد، منهم أبيبعل، وإلبعل، وشفطبعل، إلى أنفسهم بأنهم محميون من قبل بعلة جبيل.  وقد خصص لها إيليبعل نصب تذكاري، كما يشير النقش، حيث يخاطبها بـ "سيدته".  وقد طلب منها شفطبعل في النقش الخاص به أن تمنحه حكمًا طويل الأمد.  وبالمثل، كان الملك يحوملك ، الذي حكم في القرن الخامس قبل الميلاد، يأمل أن تمنحه بعلة جبيل حياة طويلة ويحكم في النقش على نصبه. 

### التلقي المصري
هناك قرائن تشير إلى أن المصريين كانوا ضالعين في عبادة بعلة جبيل في جبيل.  كانت هناك علاقة طويلة بين مصر وجبيل، يعود تاريخها إلى الألفية الثالثة قبل الميلاد، كما صرح بذلك حكام محليون مثل ريب ادي، إذ كتب في رسالة أرسلها إلى ملك مصر أن "جبيل ليست مثل المدن الأخرى. جبيل هي المدينة المخلصة لسيد الملك منذ زمن سحيق" .  ومن المفترض أن معبد بعلة جبيل لعب دورًا في التفاعلات السياسية بينهما. 
في أثناء أعمال التنقيب في معبد بعلة جبيل كُشف نقش بارز من المملكة القديمة يحمل نقشًا مصريًا يشير إلى ملك لم يبقى اسمه باعتباره "حبيب حتحور، سيدة جبيل" .  وكُشف كذلك إهداء لنفس الإلهة في ما يسمى بمعبد المسلات، حيث يُفترض أنه أعيد استخدامه في العصر البرونزي الأوسط .  ويذكر نقش على طاولة حجرية في المعبد الأول وقفًا لسيدة جبيل قُدم في عهد بيبي الأول من الأسرة السادسة .  وتشير النصوص اللاحقة، التي تعود لعهد تحتمس الثالث ، إلى مشاركة المصريين في صيانة معبدها.  كذلك يذكرها ملك مصر نفسه على لوحة من معبد آمون في جبل البركل في النوبة ، تخلد ذكرى بناء السفن لحملة عسكرية في الشمال من الخشب من "جوار سيدة جبيل". 
من المفترض أن بعلة جبل كانت تُعبد بطريقة ما في مصر أيضًا.  إذ أثبتت ترجمة اسمها، nbt-kbn ، كاسم شخصي، فقد سُميت به ممرضة إحدى بنات أحمس الأول .  وكانت أقدم الأمثلة لهذا الاسم في نصوص عصر المملكة الوسطى .  لكن ليس من المعروف ما إذا كانت عائلات أي من النساء المسماة nkt-kbn تنحدر من جبيل، أو ما إذا كان اختيار هذا الاسم متأثرًا بالعبادة المصرية لبعلة جبيل. 

## شهادات متنوعة
وردت إشارة إلى بعلة جبيل في النص المصري الساخر المعروف باسم رسالة هوري ، والتي قد تعود في الأصل إلى عهد رمسيس الثاني ، حيث تناقش الشخصية التي تحمل نفس الاسم مركز عبادتها: "سأخبرك عن مدينة غامضة أخرى. جبيل هو اسمها؛ كيف هي؟ وإلهتهم، كيف هي؟" 
كما ورد ذكر بعلة جبيل مرتين في مجموعة من التعاويذ المصرية، والتي كانت معظمها موجهة ضد الثعابين، من عهد رمسيس الحادي عشر .  في النص السادس المحفوظ، الذي يصف إيزيس وهي تشفي ابنها حورس ، الذي صوّر كطفل وقد لدغته أفعى، فاستدعيت سيدة جبيل لعلاج السم إلى جانب آلهة أخرى، مثل نفتيس وسركيت .  واستنادًا إلى مقطع تالف تم ترميمه، فمن المرجح أنها جرى مطابقتها مع حتحور في هذا السياق. 
ولأسباب مجهولة، فإن بعلة جبيل غائبة تمامًا عن قصة ون آمون ، بالرغم من وصف القصة رحلة إلى جبيل.   وربما تكون الإشارة الضمنية إليها موجودة في وصف التضحية للآلهة المحلية فحسب. 
في كتاب فيلو الجبيلي التاريخ الفينيقي ، والذي قدمه كترجمة يونانية لأعمال المؤلف الفينيقي سكنيتن ،  لكن الباحثين المعاصرين يعتبرونه مزيجًا من العناصر الفينيقية واليونانية الرومانية ،  يُشار إلى بعلة جبيل باسم ديون .  يرسلها أورانوس وشقيقتيها ، عشتروت وريا ، لخداع وهزيمة شقيقهما كرونوس ، لكن الأخير يتزوجهما بدلا من ذلك ، ثم ينجبان أطفاله.  من المرجح أن يرمز أورانوس إلى إله فينيقي يمثل السماء.  لم يتم تحديد ريا صراحة مع أي إلهة فينيقية ، وقد تكون الإلهة اليونانية.  يُشار إلى كرونوس أيضًا باسم إيل في أماكن أخرى في كتاب التاريخ الفينيقي ،  ولكن لا يوجد دليل على اقتران بعلة جبيل وإيل، كما أن اقتران ديون وكرونوس غير عادي أيضًا من المنظور اليوناني، حيث كانت الإلهة التي تحمل هذا الاسم مرتبطة عادةً بزيوس بدلاً من ذلك.  لم يتم حفظ عدد وأسماء أطفال ديون.  وفي وقت لاحق، عندما خصص كرونوس المدن لآلهة مختلفة، حصلت على جبيل كمجال لها. 
ورد ذكر معبد بعلة جبيل في كتاب لوقيان دي ديا سوريا .  وهو يشير إليها باسم " أفروديت الجبيلية" ( (باليونانية: Ἀφροδίτης Βυβλίης)‏ .  إذ يذكر لوقيان أن شعائر عبادة أدونيس في العصر الروماني كانت تقام في معبدها، وهو ما قد يكون صدى لعبادة إله ذكر مجهول الهوية محتمل مرتبط بها، والذي كان مرتبطًا بمعبد المسلة في فترات سابقة وفقًا لمروان كيلاني. 

## هوامش
1. ↑  Donner & Rölig 2002، صفحة I, 2.
2. ↑  Zernecke 2013، صفحة 241.
3. 1 2  Zernecke 2013، صفحة 242.
4. 1 2  Zernecke 2013، صفحة 226.
5. 1 2 3 4  Zernecke 2013، صفحة 230.
6. ↑  Stahl 2021، صفحة 226.
7. ↑  Stahl 2021، صفحة 227.
8. ↑  Stahl 2021، صفحات 255-256.
9. ↑  Na'aman 1990، صفحات 248-250.
10. ↑  Zernecke 2013، صفحات 226-227.
11. ↑  Cross 2009، صفحات 28-29.
12. ↑  Zivie-Coche 2011، صفحات 5-6.
13. ↑  Cornelius 2008، صفحات 94-95.
14. ↑  Zivie-Coche 2011، صفحة 73.
15. ↑  Zernecke 2013، صفحة 231.
16. ↑  Zernecke 2013، صفحة 232.
17. 1 2  Espinel 2002، صفحة 118.
18. ↑  Pinnock 2012، صفحة 97.
19. ↑  Espinel 2002، صفحات 103-104.
20. 1 2  Colonna 2018، صفحة 75.
21. 1 2  Zernecke 2013، صفحة 228.
22. ↑  Kilani 2020، صفحات 135-136.
23. ↑  Kilani 2020، صفحة 135.
24. ↑  Zernecke 2013، صفحات 228-229.
25. ↑  Kilani 2020، صفحة 222.
26. ↑  Zernecke 2013، صفحات 229-230.
27. ↑  Stahl 2021، صفحة 253.
28. ↑  Espinel 2002، صفحة 104.
29. 1 2 3  Kilani 2020، صفحة 219.
30. ↑  Kilani 2020، صفحة 151.
31. 1 2 3 4 5  Espinel 2002، صفحة 116.
32. ↑  Stahl 2021، صفحة 260.
33. 1 2  Kaizer 2016، صفحة 275.
34. ↑  Kilani 2020، صفحة 54.
35. ↑  Espinel 2002، صفحة 105.
36. ↑  Kilani 2020، صفحة 85.
37. ↑  Miniaci & Saler 2021، صفحة 339.
38. ↑  Miniaci & Saler 2021، صفحة 340.
39. ↑  Miniaci & Saler 2021، صفحة 341.
40. ↑  Miniaci & Saler 2021، صفحات 342-343.
41. ↑  Miniaci & Saler 2021، صفحة 349.
42. ↑  Stahl 2021، صفحة 229.
43. ↑  Stahl 2021، صفحات 236-237.
44. ↑  Kilani 2020، صفحة 147.
45. ↑  Stahl 2021، صفحة 238.
46. ↑  Kilani 2020، صفحات 147-148.
47. ↑  Kilani 2020، صفحات 220-221.
48. ↑  Stahl 2021، صفحة 236.
49. ↑  Stahl 2021، صفحة 237.
50. ↑  Kilani 2020، صفحة 149.
51. ↑  Kilani 2020، صفحة 172.
52. ↑  Kilani 2020، صفحات 149-150.
53. ↑  Boyes 2020، صفحة 41.
54. ↑  Zernecke 2013، صفحة 238-239.
55. ↑  Smoak 2017، صفحة 335.
56. ↑  Espinel 2002، صفحات 113-114.
57. ↑  Stahl 2021، صفحة 239.
58. ↑  Espinel 2002، صفحة 106.
59. ↑  Espinel 2002، صفحة 108.
60. ↑  Espinel 2002، صفحة 109.
61. ↑  Espinel 2002، صفحات 114-115.
62. ↑  Stahl 2021، صفحة 247.
63. 1 2  Kilani 2020، صفحة 199.
64. ↑  Stahl 2021، صفحة 250.
65. ↑  Kilani 2020، صفحة 197.
66. ↑  Stahl 2021، صفحة 251.
67. 1 2  Stahl 2021، صفحة 252.
68. ↑  Kilani 2020، صفحات 180-181.
69. ↑  Kilani 2020، صفحات 181-182.
70. ↑  Kilani 2020، صفحة 242.
71. ↑  Baumgarten 2015، صفحة 1.
72. ↑  Baumgarten 2015، صفحات 5-6.
73. 1 2  Baumgarten 2015، صفحة 201.
74. ↑  Baumgarten 2015، صفحة 182.
75. ↑  Baumgarten 2015، صفحة 188.
76. ↑  Baumgarten 2015، صفحة 200.
77. ↑  Baumgarten 2015، صفحة 38.
78. ↑  Baumgarten 2015، صفحة 205.
79. ↑  Baumgarten 2015، صفحة 215.
80. ↑  Kilani 2020، صفحات 86-87.

## روابط خارجية
- تمثال روماني لبعلات جبل - طريق الحرير سياتل، جامعة واشنطن
- تمثال صغير لإلهة جبيل </link> في المتحف البريطاني